# Haliclona subtilis
Haliclona subtilis är en svampdjursart som beskrevs av Griessinger 1971. Haliclona subtilis ingår i släktet Haliclona och familjen Chalinidae. Inga underarter finns listade i Catalogue of Life.